# Spathoglottis palawanensis
Spathoglottis palawanensis är en orkidéart som beskrevs av Lubag-arquiza. Spathoglottis palawanensis ingår i släktet Spathoglottis och familjen orkidéer. Inga underarter finns listade i Catalogue of Life.